# Ichneumon omiensis
Ichneumon omiensis är en stekelart som först beskrevs av Tohru Uchida 1926.  Ichneumon omiensis ingår i släktet Ichneumon och familjen brokparasitsteklar. Inga underarter finns listade i Catalogue of Life.